# عشيرة المخامر (الدوادمي)
عشيرة المخامر، هي قرية من فئة (ب) تقع في محافظة الدوادمي، والتابعة لمنطقة الرياض في السعودية تأسست على يد الشيخ سفاح بن متعب الشغار (رحمه الله) . وتبعد عشيرة المخامر عن محافظة الدوادمي بمسافة تقارب (110) كم.